# Planificação de um poliedro

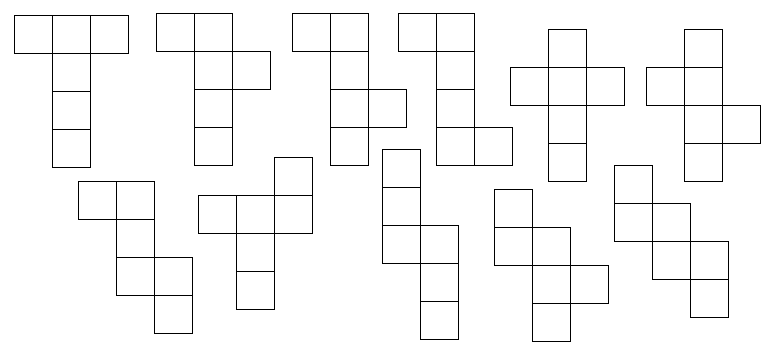
O cubo tem 11 planificações distintas.

Planificações do tetraedro.

Na geometria, a planificação de um poliedro é um arranjo de polígonos, de lados comuns, que ao serem dobrados retornam à forma espacial que lhe deu origem.
Através da Geometria Descritiva é possível determinar-se a área de cada uma das faces de um sólido (verdadeira grandeza); isso se dá por processos de rebatimento, rotação e mudança de plano de projeção.
No âmbito educacional, as abas de colagem são intercaladas nas arestas do poliedro planificado. Como exemplos, um hexaedro (cubo) planificado tem sete abas de colagem,não importando o posicionamento das faces; um tetraedro necessita de 3 abas de colagem.

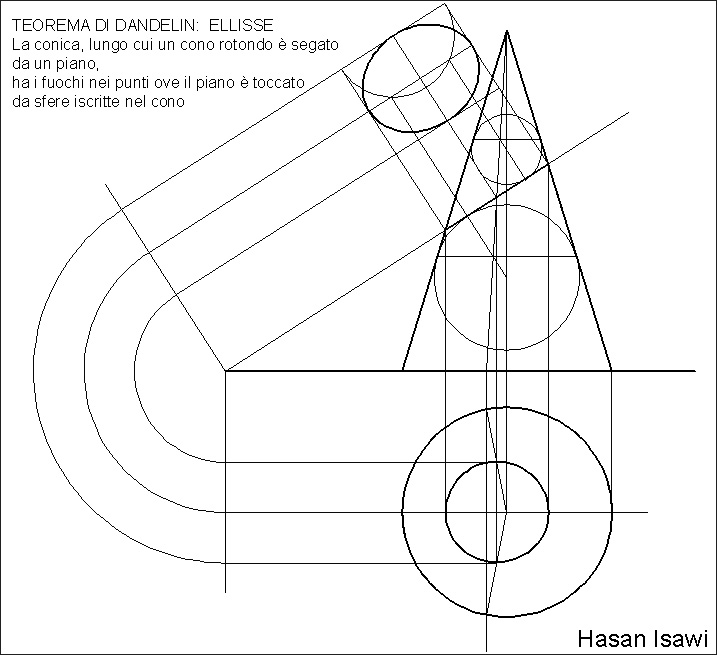
Processo de rotação para a determinação da verdadeira grandeza da seção elíptica, necessária para a planificação do tronco cônico